# Dinastija Blois
Grofovi Bloisa imali su sjedište u Bloisu, južno od Pariza, Francuska. Jedan od važnijih gradova, osim Bloisa bio je Chartres. Blois je bio združen sa Šampanjom, Châtillonima (gospodarima koji su težili boraviti u Bloisu), i kasnije s francuskom kraljevskom obitelji, kojoj je grofovija Blois prešla u ruke 1391. godine. Blois je bila važna za vrijeme Stogodišnjeg rata. Među ostalim, Ivana Orleanska se utaborila u tom kraju.
Veličina ove grofovije je varirala. Sjeverni dio, koji je graničio s Normandijom, katkad je sebi preuzimala grofovija Chartres, no grofovi Bloisa koji su ga posjedovali nisu upotrebljavali posebni naslov za nj. Ove je zemlje naposljetku prodala kruni Ivana Blojiška, 1291. godine. Godine 1439. je područje oko Chateauduna izdvojeno kao grofovija Dunois za Ivana Dunoisa.

## Grofovi
- Vilim (???–834.)
- Odo (834.–865.)
- Robert (865.–866.)
- Warnegald (878–906.), samo vikont
- Gello (906.–928.), samo vikont
- Teobald I. (928.–975.), samo vikont do 960.
- Odo I. (975.–995.)
- Teobald II. (995.–1004.)
- Odo II. (1004.–1037.), također grof Troyesa
- Teobald III. (1037.–1089.), također grof Troyesa
- Stjepan Henrik (1089.–1102.), također Count of Meaux
- Vilim Glupi (1102. – 1107.), također grof Sullyja
- Teobald IV. (1107.–1152.), također grof Šampanje
- Teobald V. Dobri (1152.–1191.)
- Luj I. od Bloisa (1191.–1205.)
- Teobald VI. od Bloisa (1205.–1218.)
- Margareta Blojiška (1218.–1230.)
  - Walter od Avesnesa (1218.–1230.)
- Marija Blojiška (1230.–1241.)
  - Hugo I. Châtillonski (1230.–1241.)
- Ivan I. Châtillonski (1241.–1279.)
- Ivana Blojiška (1279.–1292.)
- Hugo II. Châtillonski (1292.–1307.)
- Guido II. Châtillonski (1307.–1342.)
- Ludovik II. (Ludovik I. Châtillonski) (1342.–1346.)
- Ludovik III. (Ludovik II. Châtillonski) (1346.–1372.)
- Ivan II. Châtillonski (1372.–1381.)
- Guido II. (1381.–1397.)
- Ludovik IV. (1397.–140.), također vojvoda Orléansa
- Karlo (1407.–1465.), također vojvoda Orléansa
- Luj XII. (Luj V., grof Bloisa) (1465.–1498.), također vojvoda Orléansa
- Gaston (1626.–1660.), također vojvoda Orléansa